# Macronyx
Sentinelle
Pour les articles homonymes, voir Sentinelle.
Genre
Macronyx est un genre de passereaux de la famille des Motacillidae.

## Description
Le bec est droit, de taille modérée avec l'arête légèrement recourbée. Les narines sont grandes et nues avec une ouverture oblongue avec la pointe plus ou moins échancrée.
Les ailes sont très courtes. Les quatre premières rémiges sont de taille identique et plus longues. La queue est longue et légèrement arrondie. 
Les pieds sont allongés. Les tarses présentent des squamules latérales entières. Les ongles antérieurs sont minces, proportionnés, et légèrement arqués et aigus. Le pouce est muni d'un ongle très long et recourbé.

## Dénomination
Le nom Macronyx provient du grec Μαχρος (long) et ονυξ (ongle), aux longues griffes.

## Liste des espèces
D'après la classification de référence (version 2.7, 2010) du Congrès ornithologique international (ordre phylogénique) :
- Macronyx sharpei Jackson, 1904 – Sentinelle de Sharpe
- Macronyx flavicollis Rüppell, 1840 – Sentinelle d'Abyssinie
- Macronyx fuelleborni Reichenow, 1900 – Sentinelle de Fülleborn
- Macronyx capensis (Linné, 1766) – Sentinelle du Cap
- Macronyx croceus (Vieillot, 1816) – Sentinelle à gorge jaune
- Macronyx aurantiigula Reichenow, 1891 – Sentinelle dorée
- Macronyx ameliae de Tarragon, 1845 – Sentinelle à gorge rose
- Macronyx grimwoodi Benson, 1955 – Sentinelle de Grimwood

## Publication originale
- Swainson, W. 1827. On several groups and forms in ornithology, not hitherto defined. The Zoological Journal, 3(11): 343-363. Macronyx

William Swainson a défini l'espèce type du genre Macronyx comme l’Alouette sentinelle de François Levaillant qui est un synonyme de Macronyx capensis (Linnaeus, 1766).

## Galerie

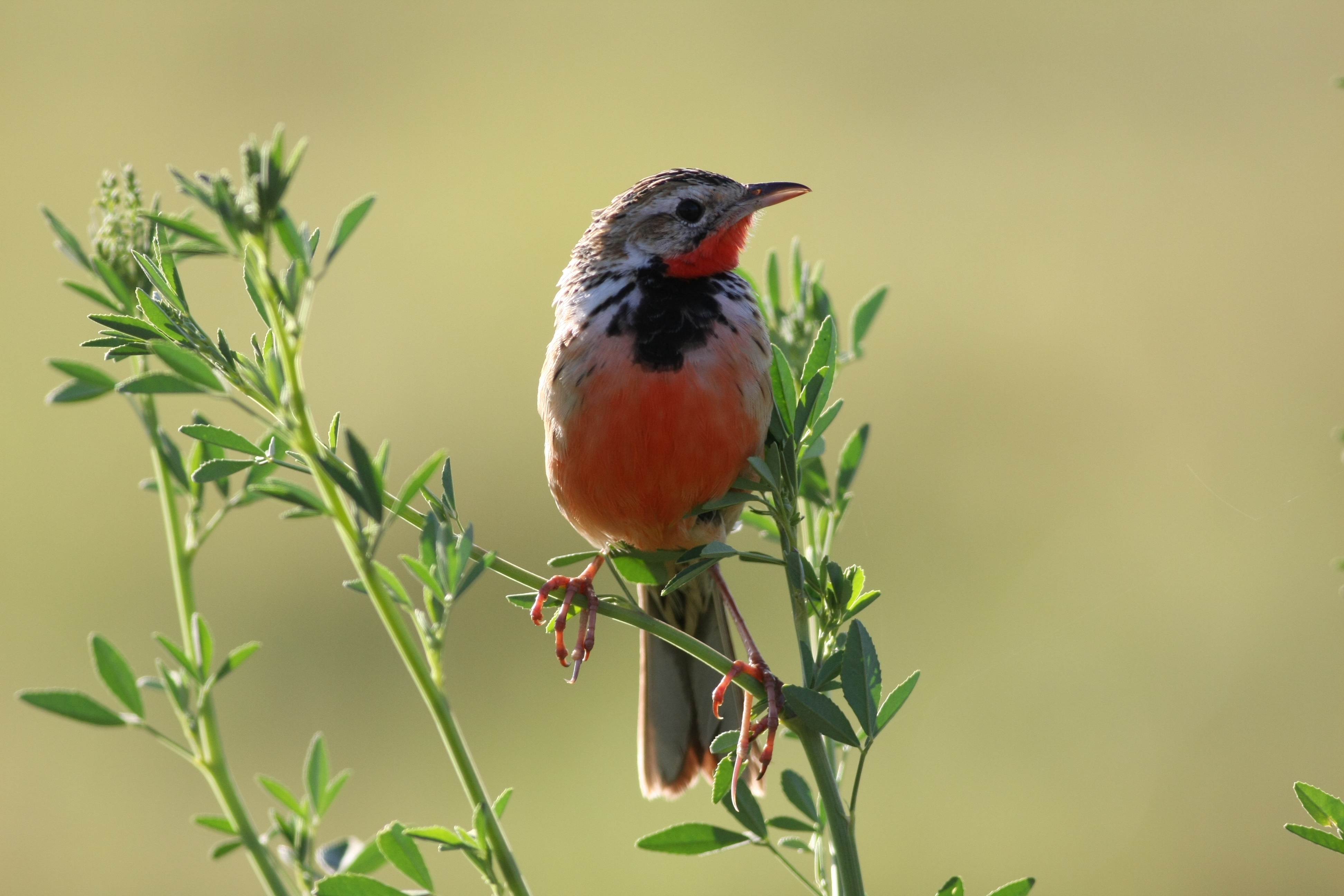
Macronyx ameliae
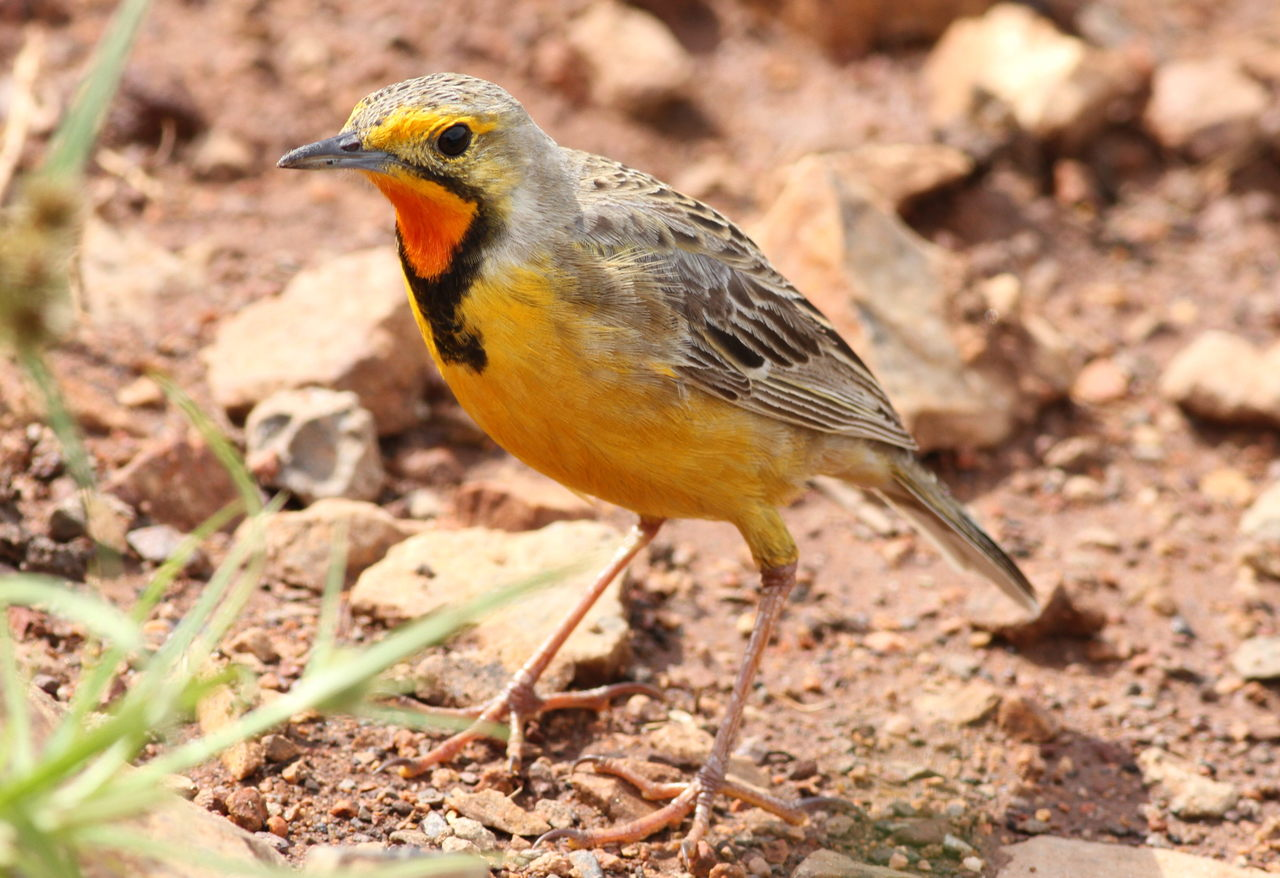
Macronyx capensis
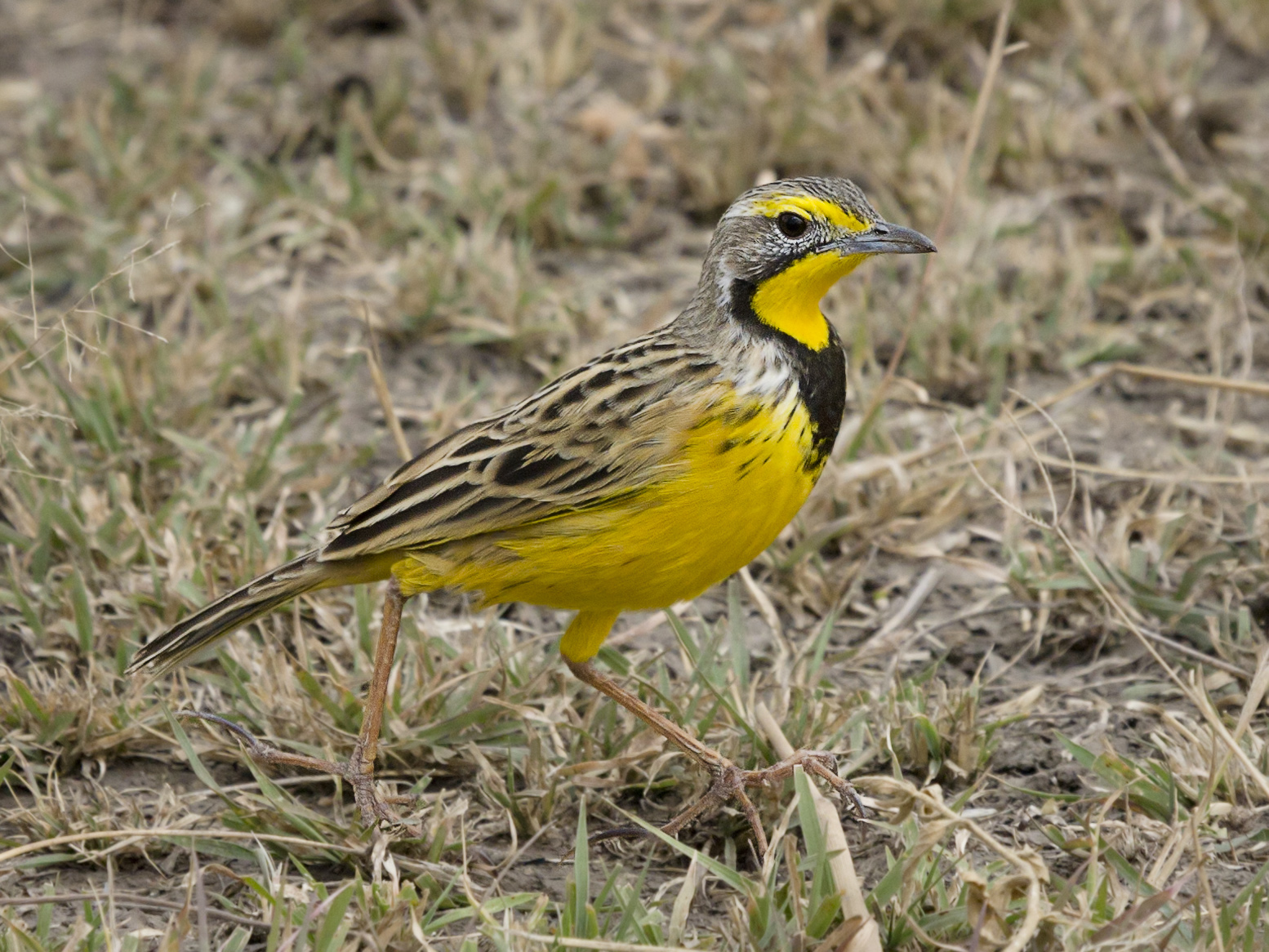
Macronyx croceus